# 名連川村
名連川村（なれかわむら）は、かつて熊本県上益城郡にあった村。

## 沿革
- 1889年（明治22年）4月1日 - 町村制施行に伴い上益城郡御所村、下名連石村、黒川村が合併し、名連川村が発足。
- 1957年（昭和32年）4月1日 - 上益城郡中島村とともに矢部町へ編入。